# Kodeks Egerton

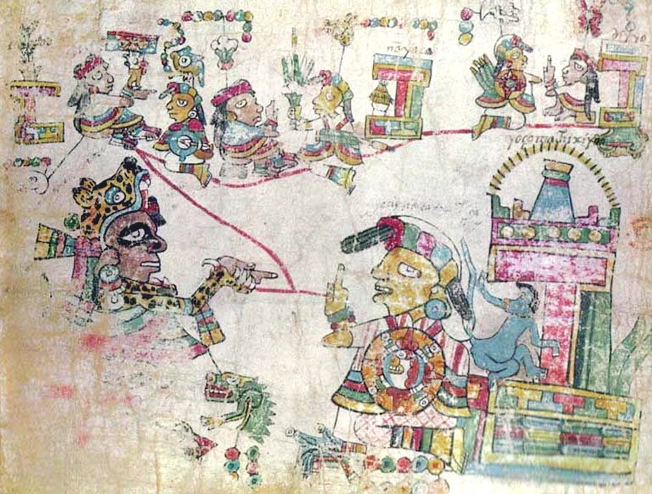
Fragment z Kodeksu Egerton.

Kodeks Egerton – średniowieczny mistecki dokument opisujący historię tego ludu od czasów prekolumbijskich po wczesny okres kolonialny.  
Kodeks Egerton 2895 znany również jako Codex Waecker Götter lub Kodeks Sanchez-Solís, powstał na początku XVI wieku. Napisany został na 32 stronach o wym. 27×21 cm w formie harmonijkowej o łącznej długości 4,42 metra. Manuskrypt namalowany został oryginalna technika mistecką podobną do Kodeksu Vindobonensis. Oryginał znajduje się w Muzeum Brytyjskim w Londynie. 

## Publikacje
Pierwsza publikacja Kodeksu Egerton miała miejsce w 1890 roku w Berlinie, Jej autorem był  Antonio Penafiel ( antiguo mexicano arte del Monumentos, Berlin, 1890) a szkice rysunków wykonał Domingo Carral. Autor w swej edycji pominą misteckie zapiski na marginesie. Kolejna edycja Kodeksu nastąpiła dopiero w 1965 i była to już pełna wersja kodeksu.
- Antonio Penafiel, Codex Egerton, antiguo mexicano arte del Monumentos, Berlin, 1890.
- Kodeks Egerton 2895 ( Kodeks Waecker Götter). Graz: Akademische Druck - und Verlagsanstalt, 1965. Vol. 7, angielski komentarz C. A. Burland, ISBN 3-201-00758-7